# 산도 (서진)

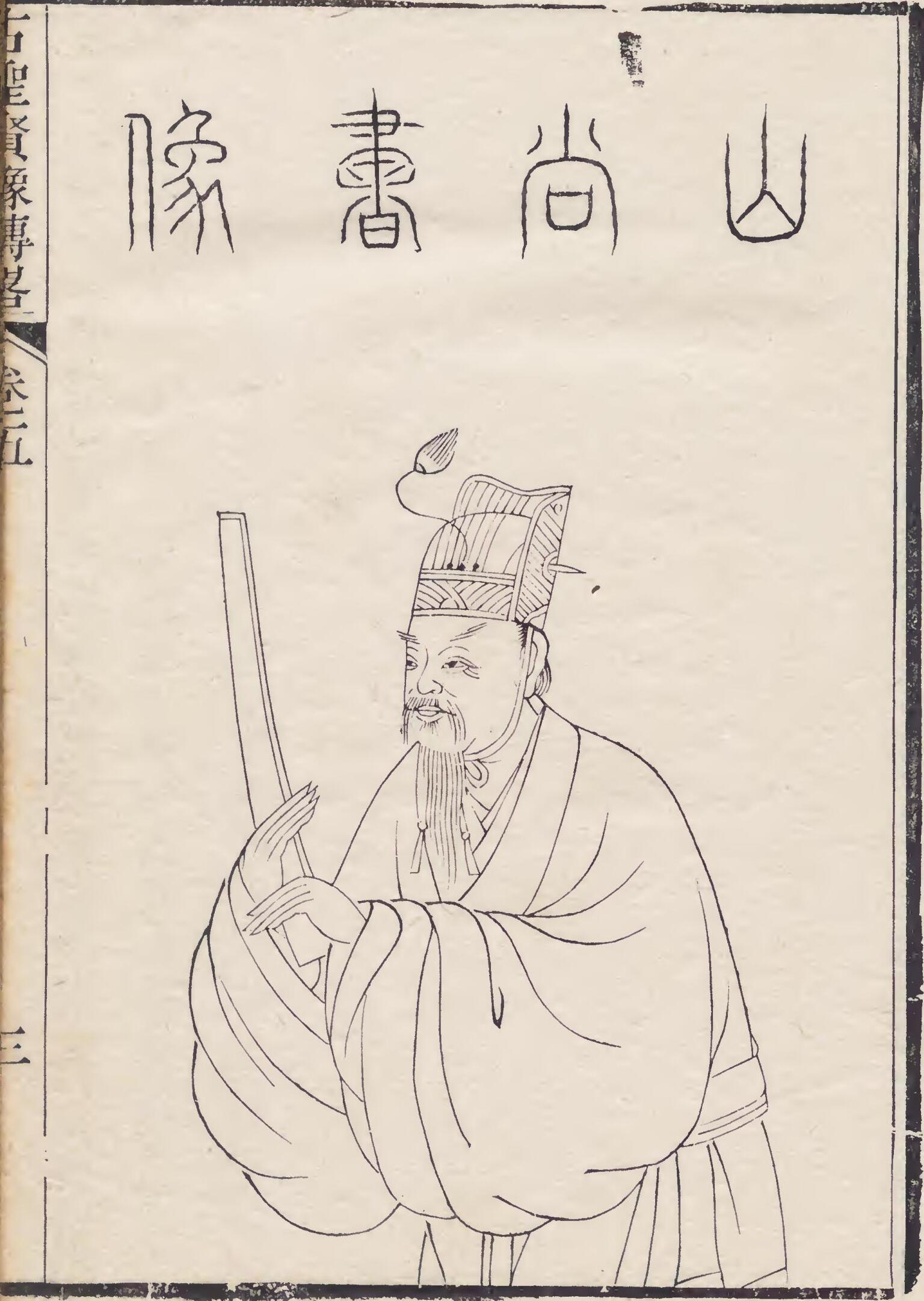
산도

산도(山濤, 205년 ~ 283년)는 중국 삼국 시대 위나라와 서진의 문인으로, 자는 거원(巨源)이며 하내군(河內郡) 회현(懷縣) 사람이다. 효렴(孝廉) 산본(山本)의 손자이며, 완구령(宛句令) 산요(山曜)의 아들이다.

## 생애

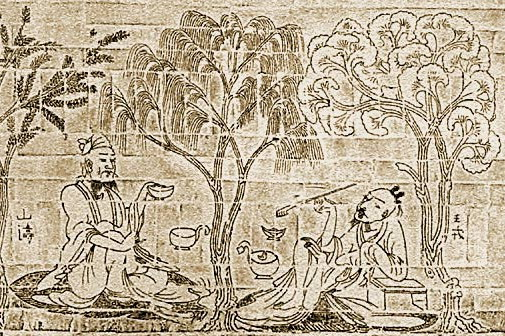
산도 (사진의 왼쪽)

죽림칠현(竹林七賢) 중 한 사람으로, 어린 시절 아버지를 여읜 후 가난한 생활을 하였다. 위나라 말에 선조랑(選曹朗)을 지냈으며, 이후 이부상서(吏部尙書)로 승진하자 자신의 후임으로 같은 죽림칠현 중 한 사람인 혜강(嵆康)을 추천하였으나, 혜강은 산도가 사마씨(司馬氏)를 섬기는 것을 질책하면서 절교서를 보냈다.
조상(曹爽)이 병권을 장악할 당시에 은거하였으나, 사마의(司馬懿)의 쿠데타로 조상이 처형된 이후에 이후에 다시 관직에 출사하였다. 사마소(司馬昭)가 종회(鍾會)의 모반을 진압하기 위해 낙양(洛陽)을 떠나게 되자, 산도를 행군사마(行軍司馬)로 임명하여 업(鄴)의 관할과 업에 연금된 조씨 일족의 감시를 맡았다. 산도의 부친 산요의 고모가 장왕(張汪)에게 시집갔으며, 둘 사이에 낳은 딸인 장춘화(張春華)가 사마의의 정실부인이 되어 사마씨와의 인척관계를 형성하였다.
서진 대에 이부상서, 태자소부(太子少傅)를 역임하였고, 79세 때 사도(司徒)가 되었다. 또한, 종회에게 모함을 받아 처형당한 혜강의 아들인 혜소(嵆紹)를 천거하였다.